# 맛있는 섹스 - 인연
"맛있는 섹스 - 인연"은 한국에서 제작된 이세일 감독의 2013년 에로, 멜로/로맨스, 드라마 영화이다. 양민영 등이 주연으로 출연하였다.

## 출연

### 주연
- 양민영
- 이경민

### 조연
- 조용복
- 유반희